# Dysauxes obscura
Dysauxes obscura là một loài bướm đêm thuộc phân họ Arctiinae, họ Erebidae.